# Kavárna

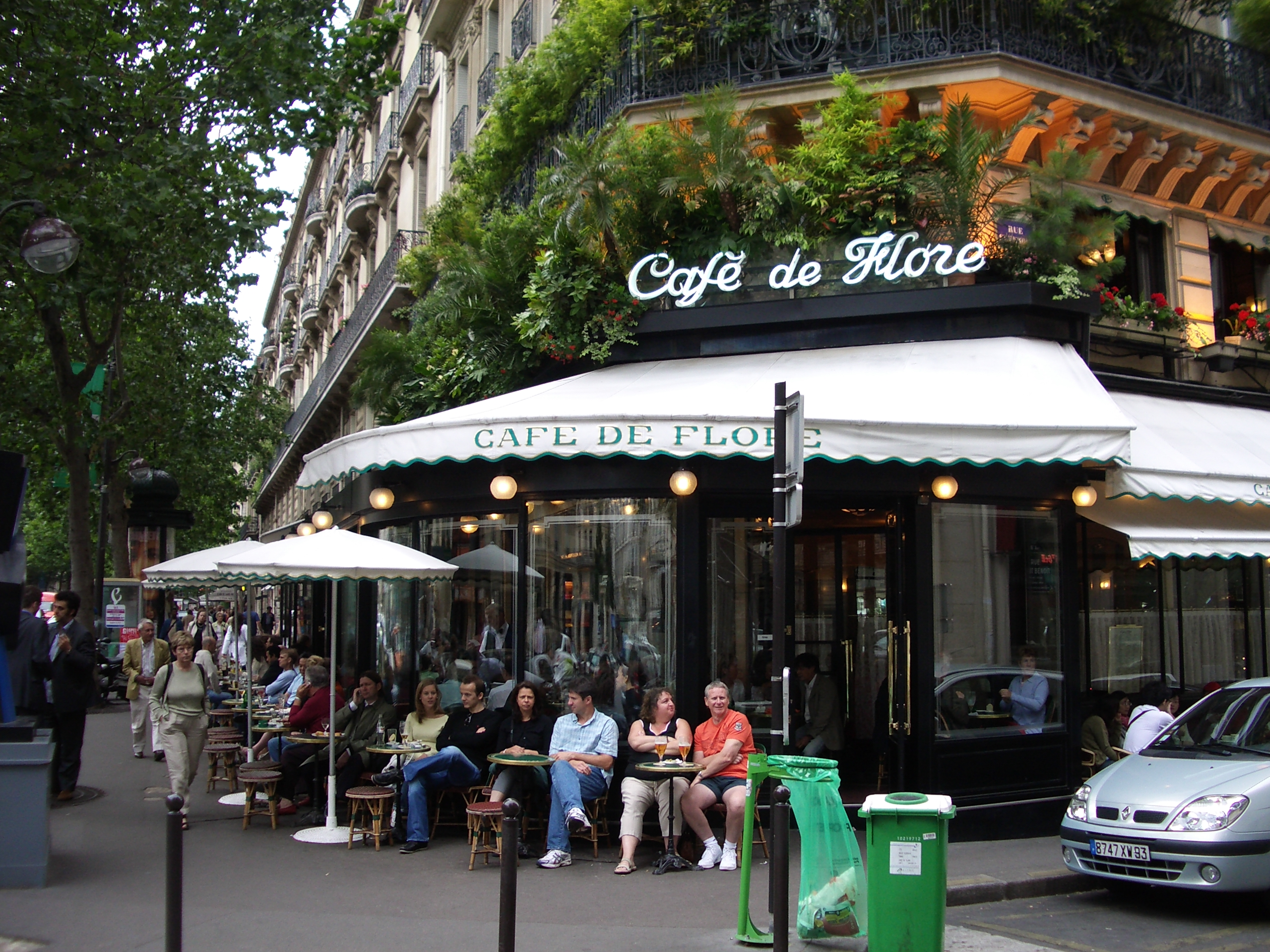
Kavárna Café de Flore v Paříži

Kavárna (francouzsky aj. café) je společenské místo podobné restauraci, kde se podávají teplé i studené nápoje, ale především káva a jiný doplňující sortiment zboží jak například sladké zákusky (dorty) ke kávě, slané sendviče, či (zřídka) i plnohodnotná jídla.
Mezi nejproslulejší kavárny v českých zemích patří pražská Kavárna Slávie, Louvre, Montmartre, Arco nebo Platýz; obnovená kavárna Avion v Českém Těšíně, nebo Unionka, Nizza, Juliš a podobně. Mezi unikáty patří například pražská kavárna U Černé Matky Boží, jako jediná kubistická kavárna na světě.

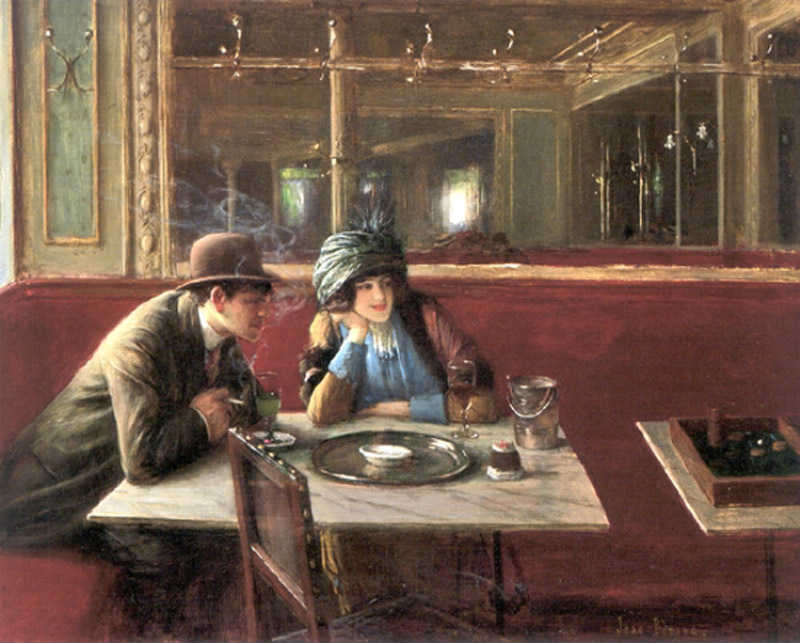
Jean Béraud: Au Café

Kavárny nejprve vznikaly v islámském světě. Díky kontaktům byly v Benátkách otevřeny kavárny od roku 1629. V druhé polovině 17. století vzniká v Londýně Pasqua Rosée, které se přesouvá do Paříže. Bitva u Vídně přináší kávu i do Vídně a kavárenství se zde rozšíří v druhé polovině 18. století. V Brně je první kavárna otevřena Turkem roku 1702 a už roku 1719 je zde 6 kaváren. V Praze Arab otevírá roku 1714 první kavárnu v domě U zeleného hada.
Kavárny bývaly, zejména na konci 19. a začátku 20. století, centrem kulturního života mnoha měst (Paříž, Vídeň, Praha), místem, kde se scházela intelektuální a umělecká společnost (básníci, spisovatelé, bohéma), a kde se také utvářely různé politické a umělecké skupiny a vznikaly jejich národnostní programy.
Od druhé poloviny 20. století se uplatňují pobočky mezinárodních kavárenských řetězců jako je Costa Coffee, Starbucks nebo Coffeeheaven.